# روبر هاتمو
روبر هاتمو (ارمنی: Ռոբեր Հաթեմո؛ زادهٔ ۲۵ دسامبر ۱۹۷۴) خواننده موسیقی پاپ ارمنی‌تبار اهل ترکیه است. وی از سال ۱۹۹۷ تاکنون فعالیت می‌کند.

## آلبوم‌ها
- 1997 Esmer
- 1998 Sen Farklısın
- 2001 Azılı Bela
- 2003 Aşksız Prens
- 2006 Sihirli Değnek
- 2010 Mahrum
- Pabucumun Dünyası 2015
- 2015 Dikkat (تک‌آهنگ)
- 2017 Giden Candan Gidiyor (تک‌آهنگ)